# Sestra (oblast de Léningrad)
Ne pas confondre avec la Sestra, rivière du même nom dans l'oblast de Moscou

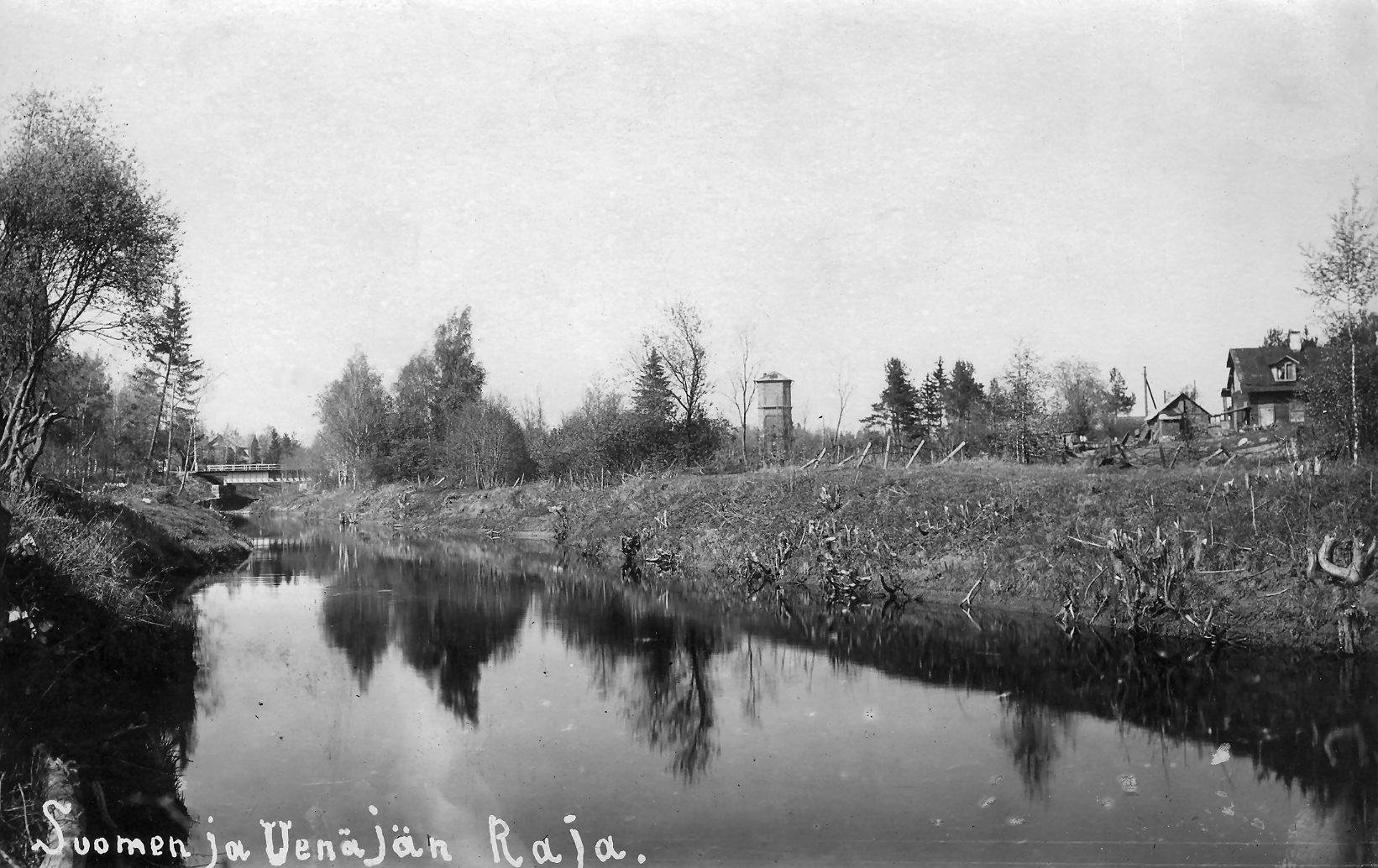
La Sestra frontière internationale dans les années 1920 : la Finlande est à gauche et l'URSS à droite.

La Sestra est une rivière de l'oblast de Léningrad, dans l'isthme de Carélie, qui marqua la frontière entre la Suède et la Russie entre 1323 et 1617, et entre le grand-duché de Finlande et la Russie impériale entre 1812 et décembre 1917, puis entre la république de Finlande et l'URSS entre décembre 1917 et 1940.
La rivière mesure 74 km pour un bassin de 393 km2. Elle prend naissance dans les marais du village de Lesnoïe, du raïon de Vsevolojsk, et se jette dans le réservoir d'eau du lac artificiel de Sestroretsk, à 35 km au nord-ouest de Saint-Pétersbourg.